# Церковь Пантократора (Несебыр)

Церковь Христа Пантократора

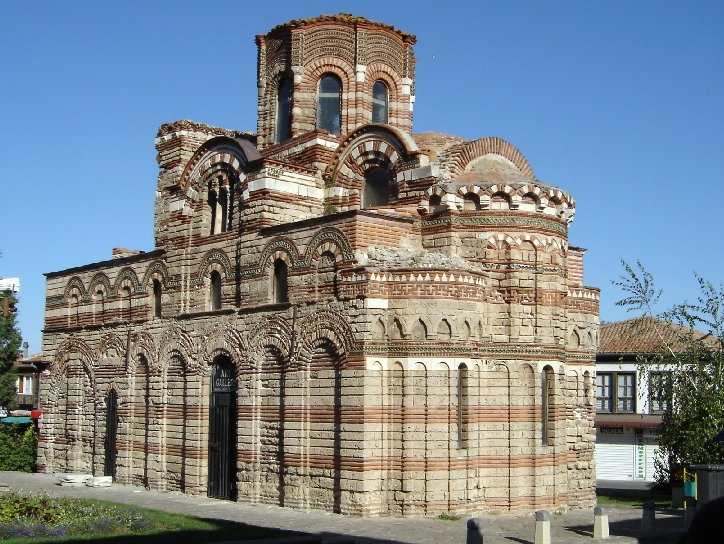
Церковь Христа Пантократора

Церковь Христа Пантократора, первая половина XIV в, Несебыр — крестово-купольная церковь с тремя алтарными нишами и нартексом. Общая длина — 16 м. Ширина — 6,7 м. Крестовидная часть здания оформлена четырьмя колоннами. Апсиды изнутри полукруглые, снаружи пятистенные. Фасады расчленены богато декорированными слепыми нишами.

## Внешние ссылки
- Церковь „Христа Пантократора“ – гр. Несебыр
- Несебыр – церкви и святыни